# فيليبا يا دو فيلييه
فيليبا يا دو فيلييه (بالإنجليزية: Phillippa Yaa de Villiers)‏ (مواليد 17 فبراير 1966)، هي مُمثلة ومُخرجة جنوب أفريقية.